# Newcastle Brown "900" Open
O Newcastle Brown "900" Open foi um torneio masculino de golfe no circuito europeu da PGA em 1980. Foi disputado no Northumberland Golf Club, em Gosforth, Newcastle upon Tyne, Inglaterra e foi vencido pelo irlandês Des Smyth com uma pontuação de 276 (–12).

## Campeão

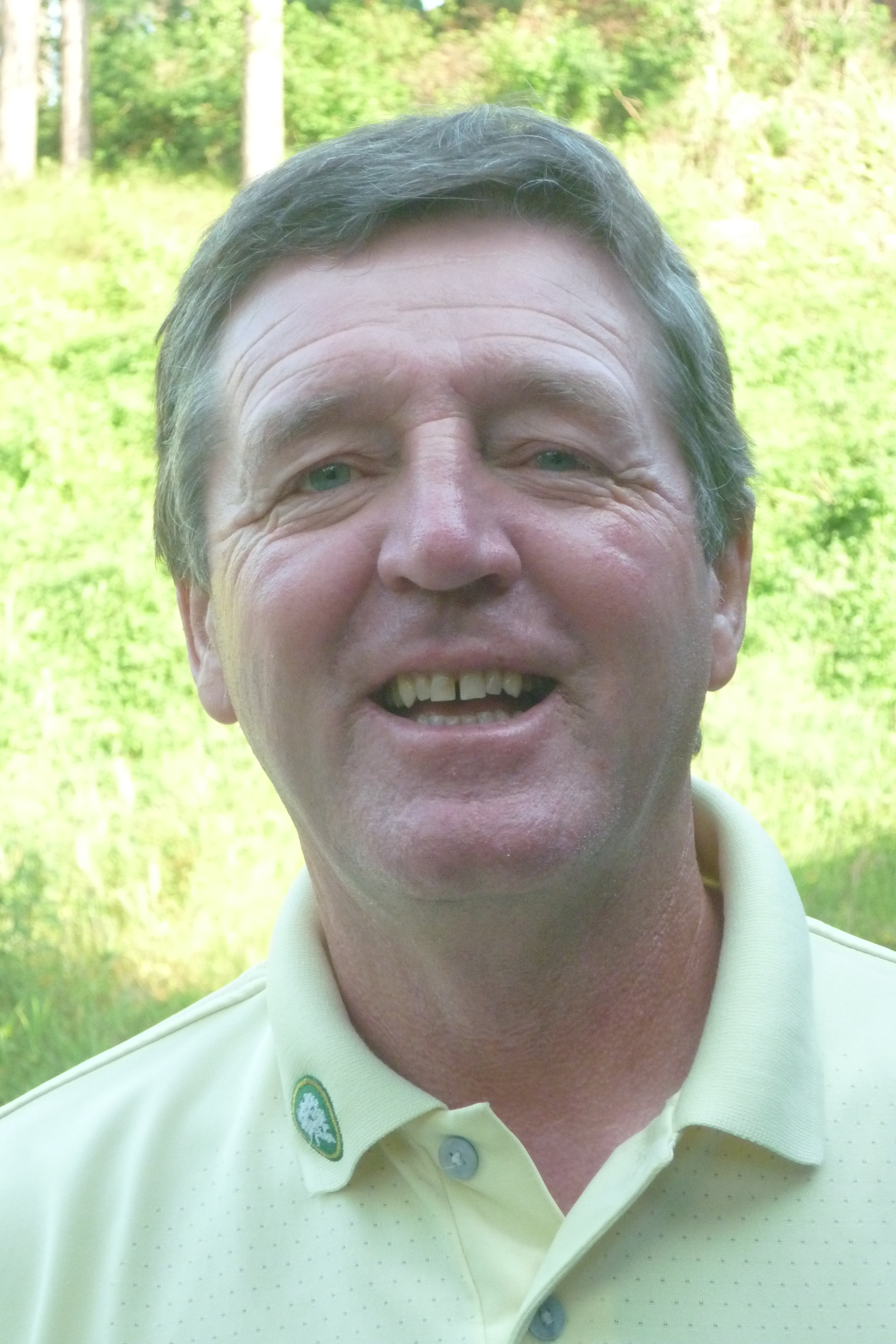
Des Smyth, campeão do torneio.

| Ano  | Campeão   | País    | Pontuação | Margem de vitória | Vice-campeões                           | Ref   |
| ---- | --------- | ------- | --------- | ----------------- | --------------------------------------- | ----- |
| 1980 | Des Smyth | Irlanda | 276 (−12) | 1 tacada          | Graham Burroughs Neil Coles Greg Norman | [ 2 ] |